# Aktpsychologie
Die Aktpsychologie bezeichnet eine auf Franz Brentano (1838–1917) zurückgehende Strömung philosophisch-psychologischen Denkens, die an Traditionen der Antike und der mittelalterlichen Scholastik anknüpfte (vgl. Akt und Potenz).(a) Zu diesen Traditionen zählt auch das Konzept der Aktivität.(a) Alle psychologischen Ansätze des 19. und 20. Jahrhunderts können als Aktpsychologie verstanden werden, die zunächst vom Primat des Bewusstseins und damit von einer Bewusstseinspsychologie ausgehen und darüber hinaus auch das Psychische durch den Bezug von „Akten“ als prozessbezogene Gegebenheiten auf ihre Gegenstände hin als hinreichend gekennzeichnet ansehen.(b)

## Intentionalität
Ihr Hauptbegriff ist die Intentionalität, (von lat. intentio = Absicht, Anspannung, Anstrengung, Aufmerksamkeit, Sorge, Vorhaben) nach der psychische Phänomene Akte darstellen, die auf Objekte gerichtet sind, aber mit ihnen nicht übereinstimmen („intentionale Inexistenz der Gegenstände“). Der psychische Akt als intentionale Gerichtetheit des Bewusstseins wird nach Brentano von den psychischen Inhalten, d. h. den Gegenständen, auf die das Bewusstsein des Menschen gerichtet ist, unterschieden.
Als die drei Klassen psychischer Phänomene, in denen die intentionale Inexistenz eines Objektes auf unterschiedlichen Ebenen realisiert wird, nennt Brentano:
- Vorstellungen (Erscheinungen so oder anders)
- Urteile (wahr – falsch), vgl. Noesis
- Gemütsbewegungen (Liebe – Hass).

Wenn Brentano sein Hauptwerk Psychologie vom empirischen Standpunkte betitelt, so versteht er unter Empirie bzw. Erfahrung ausschließlich die so genannte innere Wahrnehmung als unmittelbares Erleben.

## Vertreter der Schule
Brentanos Schüler Carl Stumpf (1848–1936) führte diesen Ansatz weiter fort. Er nennt die psychischen Vorgänge „Funktionen“, ihre Bezugspole „Erscheinungen“. Außerdem wird Alexius Meinong (1853–1920) zu den wichtigen Schülern Brentanos und Mitbegründern der Grazer Schule gezählt, der sich mit der Gegenstandstheorie sowie den entsprechenden Erlebniszuständen (Vorstellung, Denken, Fühlen und Begehren) befasst hat.(c) Damit ist einerseits dem empirischen Standpunkt Rechnung getragen, wie er sich Beachtung im Funktionalismus verschafft hatte, andererseits wird damit ein rein materialistischer Standpunkt überwunden, der verschiedenen seelischen Schichten und Strukturen keine Anerkennung gewährte. – Außerdem wird Alois Höfler (1853–1922) zu den Vertretern der Schule gezählt.(b)
Die Aktpsychologie wurde Wegbereiterin der Phänomenologie von Edmund Husserl (1859–1938) und der verstehenden Psychologie von Wilhelm Dilthey (1833–1911). Sie wurzelt aber auch, wie sich anhand der genannten Vertreter unschwer erkennen lässt, in unterschiedlichen theoretischen Konzepten der Psychologie, wie etwa Gestaltpsychologie.

## Methoden
Als eine wichtige Methode in der Aktpsychologie nennt der Schüler Brentanos, Edmund Husserl, in seinen „Logischen Untersuchungen“ die deskriptive Psychologie.(d) Für Brentano war die Deskriptive Psychologie identisch mit der Phänomenologie.(e)